# Mannophryne cordilleriana
Mannophryne cordilleriana La Marca, 1994 è un anfibio anuro, appartenente alla famiglia degli Aromobatidi.

## Etimologia
L'epiteto specifico, dal termine spagnolo cordillera, si riferisce all'areale della specie, la Cordillère de Mérida.

## Distribuzione e habitat
È endemica del Venezuela. Si trova tra i 1300 e i 1950 metri di altitudine negli stati di Mérida e di Barinas.